# Кауфман, Эмиль
Эми́ль Ка́уфман (нем. Emil Kaufmann; 28 марта 1891, Вена — 3 июля 1953, Шайенн) — австрийский историк искусства. Известен исследованиями французской архитектуры эпохи Просвещения и теорией автономной архитектуры.

## Биография
Эмиль Кауфман родился в семье австрийского предпринимателя Макса Кауфмана (ум. 1902) и Фридерики Кауфман (в девичестве Баумвальд) (род. 1862). Рос в Вене, где учился в Школе старших классов (Maximiliansgymnasium) 9-го городского района (IX Bezirk) вместе с Фрицем Закслем, будущим представителем венской школы иконологии. Получив в 1909 году аттестат зрелости, он поступил в Академию экспорта (Exportakademie), где изучал торговое дело до 1911 года. С 1913 года посещал лекции по гуманитарным наукам в университетах Инсбрука и Вены. В Инсбруке Кауфман изучал историю искусств в классе Генриха Хаммера; в Вене — археологию в классе Эммануэля Лёви, всеобщую историю в классе Людвига Пастора и историю искусства в классах Ганса Земпера и представителей венской школы искусствознания Макса Дворжака и его студентов Юлиуса фон Шлоссера и Ганса Титце. Он также посещал занятия конкурирующей школы истории искусств при Венском университете, которую возглавляли Йозеф Стшиговский и Мориц Дрегер. От Эммануэля Лёви Кайфманн научился пониманию формы художественных произведений и их связи с архитепическими образами, но особенное внимание студента привлекла доктрина Макса Дворжака, с которым Кайфманн завёл дружеские связи, помогшая ему достичь многих инсайтов.
Кауфман прервал обучение в период Первой Мировой войны, так как ушёл солдатом на фронт. Позже периодически пропускал занятия по болезни. В 1920 году получил докторскую степень; диссертация учёного была посвящена развитию архитектуры классицизма, в частности архитектора Клода-Николя Леду. После выпуска из института Кауфман не смог найти работу по профессии и зарабатывал на жизнь банковским служащим в Вене, параллельно продолжая научные исследования в области истории искусства. В 1933 году была опубликована его монография о Леду Von Ledoux bis Le Courbusier. По сути работа представляла собой новый взгляд на развитие архитектуры модернизма; в работе Кауфмана она была представлена как единый процесс с 1770-го по 1920 год. Данный тезис был встречен крайне противоречиво в научной среде и работа часто критиковалась. Наиболее известными критиками теории являлись Мейер Шапиро, находившим её чрезмерно упрощенной, и Ганс Зедльмайр, разлядевший в ней симптом ненормальности, неестественности модернизма (на основе критики теории им была написана «Утрата середины»).
В 1930-е годы Кауфман опубликовал большое число научных и словарных статей, в частности для биографического справочника Thieme-Becker им были написаны статьи о Леду и Оскаре Мармореке; важными научными работами стали статьи о Леду и Этьене-Луи Булле. Ученый выступал как лектор в музее «Урания», «Музее прикладного искусства» и на австрийском радио. После аннексии Австрии нацистами Кауфман, по национальности еврей, эмигрировал в США.
В Америке учёный жил бедно, но продолжал научные исследования французской архитектуры. В 1941 году он работал научным сотрудником Исследовательской школы Университета Южной Калифорнии. Позже переехал на восток США, где читал лекции в Принстонском, Гарвардском, Йельском и Чикагском университетах. В период лекторской работы, Кауфман писал книгу о французской революционной архитектуре, на которую получил научные гранты от Американского философского общества и «Фулбрайта». Учёный умер в Вайоминге, во время поездки в Лос-Анджелес, прежде чем его «magnum opus» был завершён. Книга была опубликована посмертно в 1955 году.

## Научные исследования
Эмиль Кауфман открыл для современной науки архитектурные теории и работы архитекторов-новаторов времени Французской революции и предшествовавшего ей периода. Применяя в основном формальный анализ и теоретические труды эпохи для точного определения социокультурных значений, учёный создал то, что Жермен Базен назвал «гетерономным барокко». Кауфмана, как и его современника Пьера Франкастеля, часто обвиняли в франкоцентричности. Эрвин Панофски, во время своей эмиграции в США, называл Кауфмана единственным учёным, разбирающимся в его области знаний о неоклассической архитектурной теории. Использование Кауфманом кантианских представлений об автономной этике и модернизме повлияло на работы целого ряда критиков, историков и архитекторов, в частности Филипа Джонсона в 1940-х годах, Колина Роу в 1950-х годах и Альдо Росси в 1950—1960-х годах.

### Неоклассицизм
Кауфман стал известен благодаря исследованиям архитектуры эпохи Просвещения второй половины XVIII века. В 1920-х годах учёный внёс значительный вклад в изучение истории французской архитектуры данного периода, первым предложив пересмотреть традиционный классицизм, введя в научный оборот идею неоклассицизма. Первая крупная научная статья учёного — эссе Die Architekturtheorie der französischen Klassik und der Klassizismus («Архитектурная теория французского классицизма и неоклассицизма»), была написана в 1920 году. В 1924 году её опубликовали в Repertorium für Kunstwissenschaft. Кауфман изложил основы своего понимания архитектуры XVIII века и разделил период в целом известный как «классический», на две части: периоду Klassik (классике) он противопоставил период Klassizismus (классицизм, в настоящее время называемый неоклассицизмом). Кауфман подчёркивал, что внимание его было привлечено к французскому искусству, в то время как иные, «барочные» страны он не рассматривал. Между французским архитектурным классицизмом XVII века и неоклассицизмом после 1750 года учёный находил преемственность в «простоте и спокойном величии», но резкие различия в композиционном построении.
Начало XX века было отмечено важным процессом — историки искусства составляли научную историю архитектуры, в основном Нового времени, включая такие периоды, как Возрождение, барокко и неоклассицизм. Контекст научной среды, в частности структуралистский анализ, изобретённый «новой венской школой» искусствознания, различные подходы к пониманию истории архитектуры около 1800 года Генриха Вёльфлина и Пауля Франкля, помогают лучше понять взгляд Кауфмана на неоклассицизм. В 1914 году вышел труд Die Entwicklungsphasen der neueren Baukunst Франкля, в котором было предложено использовать четыре аналитические категории, для описания четырёх различных фаз развития архитектуры: Возрождение, барокко, рококо и неоклассицизм. Все фазы были тесно связаны между собой, а неоклассицизм объявлялся возвращением к основам классики и Возрождения, в чём учёный разглядел цикличность развития архитектуры. В 1915 году Вёльфлин опубликовал  Kunstgeschichtliche Grund- begriffe: das Problem der Stilentwicklung in der neueren Kunst, в котором в основном разбирал вопросы разительных отличий архитектуры Возрождения и барокко, но в конце каждой главы отмечал «новый стиль» в конце XVIII века, называя его «необычным» выражением «процесса глубокого обновления». Для Вёльфлина в этом было очевидно начало чего-то нового, а не возвращения к старому. Там где Франкль видел замкнутый круговорот, Вёльфлин видел спираль — геометрическую фигуру, которая более точно описывала процесс развития искусства. Кауфман придерживался теории Вёльфлина, что видно из его попытки описать в целом искусство неоклассицизма:
Неоклассицизм стал последней попыткой двигаться в данном направлении; это была не реанимация, но, совершенно справедливо, конец классического искусства. Вот так мы воспринимаем вторую половину XVIII века во всеобщей истории, и истории литературы и искусства: во-первых, возникли новые идеи; затем, жаркое нетерпение, поиск новых путей, ошибки и неудачи из-за горячности; (…) лишь часть этих новых идей были воплощены в жизнь, в Кодексе Наполеона, или, более явственно, в архитектурном наследии Леду.Эмиль Кауфман, Von Ledoux bis Le Courbusier, 1933
Новизна подхода Кауфмана к рассмотрению искусства второй половины XVIII века заключалась в том, что он критиковал предшествовавших историков за однобокий взгляд на искусство эпохи Просвещения, считавших, что кризис европейского мышления в то время отразился только в философии, литературе и социальной сфере. Учёный считал, что искусство не могло не отразить на себе революционные изменения эпохи, а представление о некоем «дистиллированном» неоклассицизме, якобы просто воспроизводившим наследие Античности, являлось в корне не верным. «Не следует уделять чрезмерное внимание тому, что на поверхности. Наоборот, главными являются процессы, скрывающиеся под поверхностью», — писал историк.

### Теория автономной архитектуры
Наибольшую известность получила теория «автономной архитектуры» Кауфмана. Впервые она была исследована в книге Von Ledoux bis Le Courbusier. Изучив работы Леду во время и после Французской революции, учёный пришёл к выводу, что архитектурная теория зодчего являлась отправной точной отрыва от классической традиции, ещё сохранявшейся в XVIII веке. Данную традицию Кауфман описывал как «барочную систему», в которой здание проектировалось как единое целое, где каждая его часть соподчинялась сумме элементов, что было необходимо для достижения композиционной целостности. Исследователь обратил внимание, что Леду нарушил данный принцип, придумав такую компоновку чётко обособленных объёмов, что их расположение образовывало взаимосвязи между ними. Здания архитектора можно было «разбить» на части в соответствии как с их функцией, так и геометрией. В то же время, он решительно отказался от большинства традиционных декоративных форм. Кауфман увидел в этом корни «автономного метода». Переход от барочного единства форм к павильонной композиционной системе, от примата формы к функционально обособленным единицам, от «динамической» к «статической» композиции — всё это обозначало появление так называемой «архитектуры изоляции».
В обозначенной системе каждая часть здания, от объёмов до материалов, получала особое внимание, а значит и само архитектурное произведение наделялось «индивидуальным сознанием». В данном аспекте теория «автономной архитектуры» имела много общего с философией, в чём сказывалось влияние эпохи Просвещения и философских теорий Канта, которого Кауфман относил к главным теоретическим ориентирам Леду. Поскольку «Критика чистого разума» положила начало идее свободы воли и автономии философских исследований, Кауфману казалось очевидным, что Леду использовал положения данного философского труда в приложении к архитектуре, с целью наполнить её «индивидуальностью», которая могла бы освободить зодчество от иных аспектов художественного творчества. Связь архитектурной теории Леду с кантианской этикой стала для Кауфмана главным аргументом в пользу того, чтобы отнести зарождение эпохи модерна в архитектуре к концу XVIII века; иными словами, для исследователя Леду являлся тем в современной архитектуре, кем Кант являлся в современной философии. Таким образом, Кауфман сделал смелое заявление, что авангард XX века был обязан своей системой мышления только одному французскому архитектору-новатору, придумавшему архитектуру независимую от стиля.
Идейный смысл теории Кауфмана заключался в тои, чтобы заново поставить вопрос автономии. Его архитектурная теория уходила корнями в кантовскую теорию автономии воли, однако в начале XX века моральная философия Канта уже использовалась для описания нового буржуазного общества. «Буржуазная автономия» рассматривалась как символ республиканских и либертарианских принципов нового общества, видевшего себя как «совокупность отдельных, в равной степени свободных индивидуумов». Кауфман во многом схоже воспринимал архитектуру эпохи модерна, поэтому связывал модернизм с буржуазными идеалами, находя их истоки в одном философском источнике. Для учёного архитектура эпохи модерна являлась своеобразным «хранителем» черт автономии, а модернизм должен был быть поднят на щит, как способ прославления идеалов либерального, социально-демократического государства. Исторический момент для подобной теории оказался как нельзя подходящим: либерализм находился под угрозой фашизма. Нацистский режим в Германии использовал неоклассицизм в пропагандистских целях и модернизму, так или иначе, пришлось стать идейным выражением либеральной идеологии.
Реакция на теорию Кауфмана была чрезвычайно разнообразной. Отрицательные отзывы в основном сводились к критике заявления учёного о том, что неоклассицизм конца XVIII века и модернизм XX века являлись «двумя сторонами одной медали», а чистые геометрические формы произведений Ле Корбюзье перекликались с формами проектов Леду. По мере того, как тезисы Кауфмана приобретали всё большую политическую окраску, он стал подвергаться нападкам со стороны представителей различных концов политического спектра. Мейер Шапиро критиковал его за мало на чём основанные параллели между общественными отношениями и архитектурой, за игнорирование культурного и исторического контекста и формалистский подход — простое сравнение архитектурной формы и формы социальных отношений. Критика Шапиро могла быть преувеличена вследствие его радикальных марксистских взглядов, так как Кауфман зачастую просто подчёркивал формальные сходства, с целью подкрепить свою точку зрения. Ганс Зедльмайр отвергал идеи Кауфмана на основании того, какие именно идеи обновления и революции современная архитектура предполагала. Так как Зедльмайр являлся правоидеологом, он был врагом модернистов и социал-демократов, но его доводы в осуждении архитектурной автономии легли в основу более поздних критиков Кауфмана; их суть сводилась к тому, что архитектурная форма, всё более терявшая связь с «земным» контекстом, превращалась в обычную геометрию, и возникала опасность вырождения зодчества в то, что Зедльмайр называл «бумажной архитектурой». Данные утверждения использовались критиками теории автономной архитектуры в 1970—1980-х годах, в частности Альдо Росси и Питером Айзенманом.
Главным противником теории стал один из представителей модернизма Николаус Певзнер, воспользовавшийся работами Кауфмана, чтобы сравнить Леду и Ле Корбюзье и показать «абсурдность» обоих как формалистов. По его словам, автономия в их творчестве привела к «архитектуре ради искусства, архитектуре как чистому абстрактному искусству». Рассмотрев те же здания и проекты, которые использовал Кауфман, он отмечал, что отделение блока здания от целого, от контекста и окружающей среды могло в итоге привести лишь к исчезновению функциональности. Певзнер соглашался, что архитектура «объёмных проектов» (volumetric projects) могла бы вдохнуть художественную свободу, индивидуальность в здания, но только за счёт утраты функции. Выступая против Кауфмана Певзнер во многом боролся с эклектизмом под маской историзма, и возможными стилистическими решениями, которые подразумевались под ретроспективной теорией автономной архитектуры. Аргументы Певзнера вскоре были развеяны архитектурной практикой — в 1940 году Филип Джонсон назвал книгу Кауфмана о Леду как источник вдохновения для создания кубического, в стиле Мис ван дер Роэ, Стеклянного дома. Авангарду интернационального стиля удалось использовать ретроспективную концепцию Кайфманна, чтобы создать икону того, что критик Энтони Видлер назвал «классицистическим модернизмом» — «коробку Леду», которая оказала большую услугу теории автономной архитектуры, чем что-либо иное.
В 1950—1970-е годы интерес к техницизму и футуризму вытеснил теории Кауфмана из научного дискурса. Термин «автономная архитектура» был заменён «духом времени». Существенную роль в данном процессе сыграла работа Theory and Design in the First Machine Age (1960) Питера Бэнема. Интерес к теориям Кауфмана возродил американский архитектурный критик Энтони Видлер, в книге The Writing of the Walls: Architectural Theory in the Late Enlightenment (1987) разобравший научные наработки историка и применивший их для собственного исследования теории архитектуры эпохи Просвещения. В работе Histories of the immediate present: inventing architectural modernism (2008) Видлер посвятил Кауфману и его теории автономной архитектуры отдельную главу.